# Valentina González
Valentina Andrea González (San Francisco (Córdoba), 23 de febrero de 1998) es una jugadora de voleibol argentina que juega en la posición de líbero. Formó parte de la Selección femenina de voleibol de Argentina, con la que disputó distintas competencias, logrando la medalla de plata en los Juegos Suramericanos de 2022.

## Biografía
Comenzó la práctica del voleibol a los cinco años en el club El Ceibo de San Francisco, su ciudad natal. A los 11 años comenzó a jugar en el Club 9 de Julio Olímpico de  la localidad de Freyre, donde cambió su posición a punta, para volver a desempeñarse como líbero a los 14 años por indicación de su entrenador. Tras un primer paso por el Club Estudiantes de La Plata, en 2017 recaló en el también platense Club Banco Provincia, con el que disputó los torneos metropolitano y nacional. Con este equipo se consagró subcampeona de la copa metropolitana y finalizó en el cuarto puesto de la División de Honor en 2018, antes de retornar a Estudiantes en 2019. Con este club continuó jugando hasta finales de 2023, cuando tras conseguir el subcampeonato metropolitano y finalizar sus estudios de abogacía, anunció su retiro de la práctica profesional.En septiembre de 2024, sin embargo, anunció su fichaje por el club San Isidro de San Francisco (Córdoba) para disputar la flamante Liga Nacional de voley, segunda categoría del voleibol argentino. Con San Isidro consiguió el campeonato de Liga Nacional, recibiendo además el galardón a la jugadora más valiosa del torneo.

## Selección nacional
Comenzó su recorrido con las selecciones de base en 2013, con 15 años, jugando la Copa Argentina Sub-23 en Chapadmalal con la Selección Argentina Sub-16, donde logró el premio a la mejor defensora. Ese mismo año disputó un campeonato sudamericano con la Selección (el Pre Menor 2013, en Popayán, Colombia), para al año siguiente disputar el Menor 2014, en Tarapoto, Perú. En ambos torneos se consagró subcampeona con la Albiceleste, además de llevarse la distinción individual a la mejor líbero en el de 2014.
En 2015 participó de la Copa Panamericana Sub-18, donde logró la medalla de oro y el reconocimiento a la mejor líbero del certamen. Ese mismo año disputó el Campeonato Mundial Sub-18, enfrentando a en octavos de final a Italia, que contaba con una joven Paola Egonu entre sus filas. En 2016 participó del Campeonato Sudamericano Sub-20, donde se quedó con la medalla de plata y el premio a la mejor líbero. En la Copa Panamericana Sub-20 de 2017 se quedó con el subcampeonato, además de los premios a mejor líbero, mejor defensora y mejor receptora. Esa actuación le valió al equipo argentino la clasificación al Campeonato Mundial Sub-20 de 2017, donde Argentina finalizó en el 12.º puesto, con González actuando en todos los partidos.
En 2018 fue convocada a la selección mayor por el entonces entrenador nacional Guillermo Orduna, pero recién haría su debut en 2019 bajo las órdenes de Hernán Ferraro en la Copa Challenger de 2019, donde consiguió la medalla de bronce. Le siguió la Copa Mundial de 2019, donde Argentina terminó en el décimo lugar con dos victorias (Kenia y Camerún) y nueve derrotas. González jugó los once partidos alternando con la otra líbero del plantel, Tatiana Rizzo. Ese mismo año también compitió en el Campeonato Sudamericano, donde Argentina finalizó en cuarto lugar. Recibió una nueva convocatoria en 2022, con ocasión de los Juegos Suramericanos, donde Argentina logró la medalla de plata tras caer en tie-break ante Perú en la final.